# ロバート・バラード
ロバート・デュアン・バラード（Robert Duane Ballard、1942年6月30日 - ）は、アメリカ合衆国の海洋地質学者、地球物理学者、海洋学者。アメリカ海軍将校。ロードアイランド大学海洋学教授。

## 経歴
1942年、カリフォルニア州サンディエゴパシフィックビーチにてドイツ人の母親とイギリス人の父親との間に生まれた。バラードは、幼少期から海洋学に関心を抱いていたと考えられている。
1965年、カリフォルニア大学サンタバーバラ校を卒業し、化学と地質学の学士号を取得した。バラードはサンタバーバラに在籍中にシグマ・アルファ・イプシロンにて予備役将校訓練課程を終え、陸軍将校の陸軍情報部に任命された。その後ハワイ大学の地球物理学研究所の地球物理学を専攻し、そこでネズミイルカとクジラを訓練させた。
1967年、南カリフォルニア大学で海洋地質学の博士号を取得するために働いており、要請に応じて、海洋学者として陸軍から米海軍に移された。
米海軍を離れて1970年に海軍保護区に入った後、ウッズホールで働き続け、海底研究のためにアルビン号に資金を提供し、使用するように組織や人々、主に科学者を説得した。
1985年、タイタニックの残骸を発見し、その後も1989年には大西洋にてイギリス海軍によって沈没した戦艦ビスマルクを発見。1993年にはルシタニア、1998年にはヨークタウンを見つけたことによって名声を得るようになった。

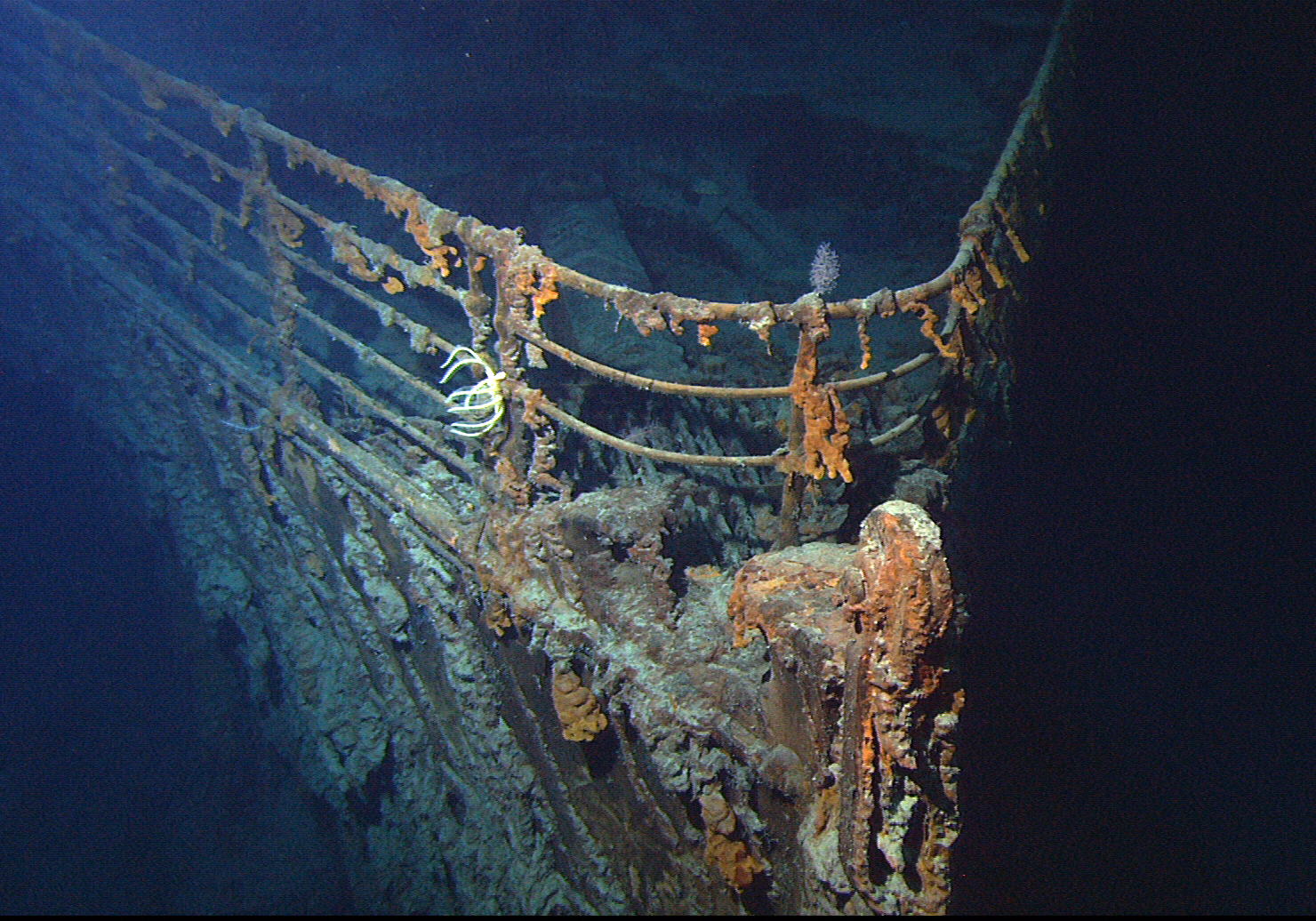
1985年に発見されたタイタニックの残骸

また、洪水の問題に取り組み、7,500年前、黒海が淡水湖であったときに、洪水は黒海であったという説を裏付ける証拠を探した。この論文は現在、科学の世界で論争の的となっている。

## 著書
- ロバート・D.バラード 著、徳山明 訳『知られざる地球 : Dr.バラードのサイエンス・ドキュメント』福武書店、1984年11月。doi:10.11501/9585355。ISBN 4-8288-1403-5。
- ロバート・D.バラード 著、中野恵津子 訳『タイタニック発見』文芸春秋、1988年8月。ISBN 4-16-380370-X。
- ロバート・バラード、トニー・チウ 著、小林宏明 訳『ブライト・シャーク』二見書房〈二見文庫. ザ・ミステリ・コレクション〉、1992年9月。ISBN 4-576-92123-1。
- ロバート・D.バラード 著、柴田和雄 訳『タイタニック号の遭難』リブリオ出版〈検証シリーズ そのとき何が起きたかそのとき人びとはどうしたか; 3〉、1993年4月。ISBN 4-89784-350-2。
- ロバート・D.バラード 著、柴田和雄 訳『古代の難破船イシス号』リブリオ出版〈検証シリーズ そのとき何が起きたかそのとき人びとはどうしたか; 4〉、1993年4月。ISBN 4-89784-351-0。
- ロバート・D.バラード 著、高橋健次 訳『戦艦ビスマルク発見』文芸春秋、1993年7月。ISBN 4-16-347700-4。
- ロバート・D.バラード 著、川中覚 訳『ガダルカナル : 悲劇の海に眠る艦船』同朋舎出版、1994年1月。ISBN 4-8104-1720-4。
- ロバート・D.バラード 著、荒木文枝 訳『タイタニック号、発見』世界社〈Sekaisha nonfix.〉、1998年8月。ISBN 4-7500-0033-7。